# Едмонстон (Мериленд)
Едмонстон (енгл. Edmonston) град је у америчкој савезној држави Мериленд.

## Демографија
По попису из 2010. године број становника је 1.445, што је 486 (50,7%) становника више него 2000. године.
| Група             | 2000.       | 2010.       |
| Белци             | 353 (36,8%) | 236 (16,3%) |
| Афроамериканци    | 394 (41,1%) | 470 (32,5%) |
| Азијати           | 13 (1,4%)   | 30 (2,1%)   |
| Хиспаноамериканци | 184 (19,2%) | 698 (48,3%) |
| Укупно            | 959         | 1.445       |